# زرقف سيبيري
زرقف سيبيري (الاسم العلمي Perisoreus infaustus)، نوع طير من الزرقف وفصيلة الغرابيات. موطنه الغابات الصنوبرية في شمال أوراسيا.